# Jesús Guerrero Galván
Jesús Guerrero Galván (Tonalá, Jalisco, 1 de junio de 1910 – Cuernavaca, Morelos, 11 de mayo de 1973) fue un artista mexicano, pintor y dibujante.

## Biografía
Guerrero Galván nació en Tonalá, Jalisco, en 1910. Estudió en la Escuela de Arte de San Antonio en Texas y en 1928 se trasladó a Guadalajara, donde hizo su primer mural, para estudiar en la Escuela de Pintura Libre. Vivió en la Ciudad de México en la década de 1930 y se hizo bastante conocido por sus pinturas figurativas. Él era parte de lo que se llamó el Movimiento de Creación Plástica, que fue contemporánea con el Movimiento Muralista Mexicano. Además de la pintura mural, Guerrero Galván trabajó en pinturas al óleo, litografías e ilustraciones. En 1947, ilustró un libro sobre Quetzalcóatl, escrito por Ermilo Abreu Gómez. También es considerado como uno de los mejores artistas de retrato en la historia de México. Se casó con Deva Garro Navarro, hermana de Elena Garro.
En el ámbito político, Guerrero Galván también fue miembro de grupos como la Alianza de Trabajadores de Artes Plásticas, y él era un miembro fundador de la Unión de Pintores y Grabadores de México en 1959, junto con Raúl Anguiano, Carlos Orozco Romero y Juan O'Gorman Como con la mayoría de los artistas mexicanos de la época, fue candidato a diputado por el Partido Popular en 1952, y en 1960 visitó la Unión Soviética con algunos miembros de su partido. Falleció en Cuernavaca, Morelos, en 1973.